# Stor-Tandsjön (Tännäs socken, Härjedalen)

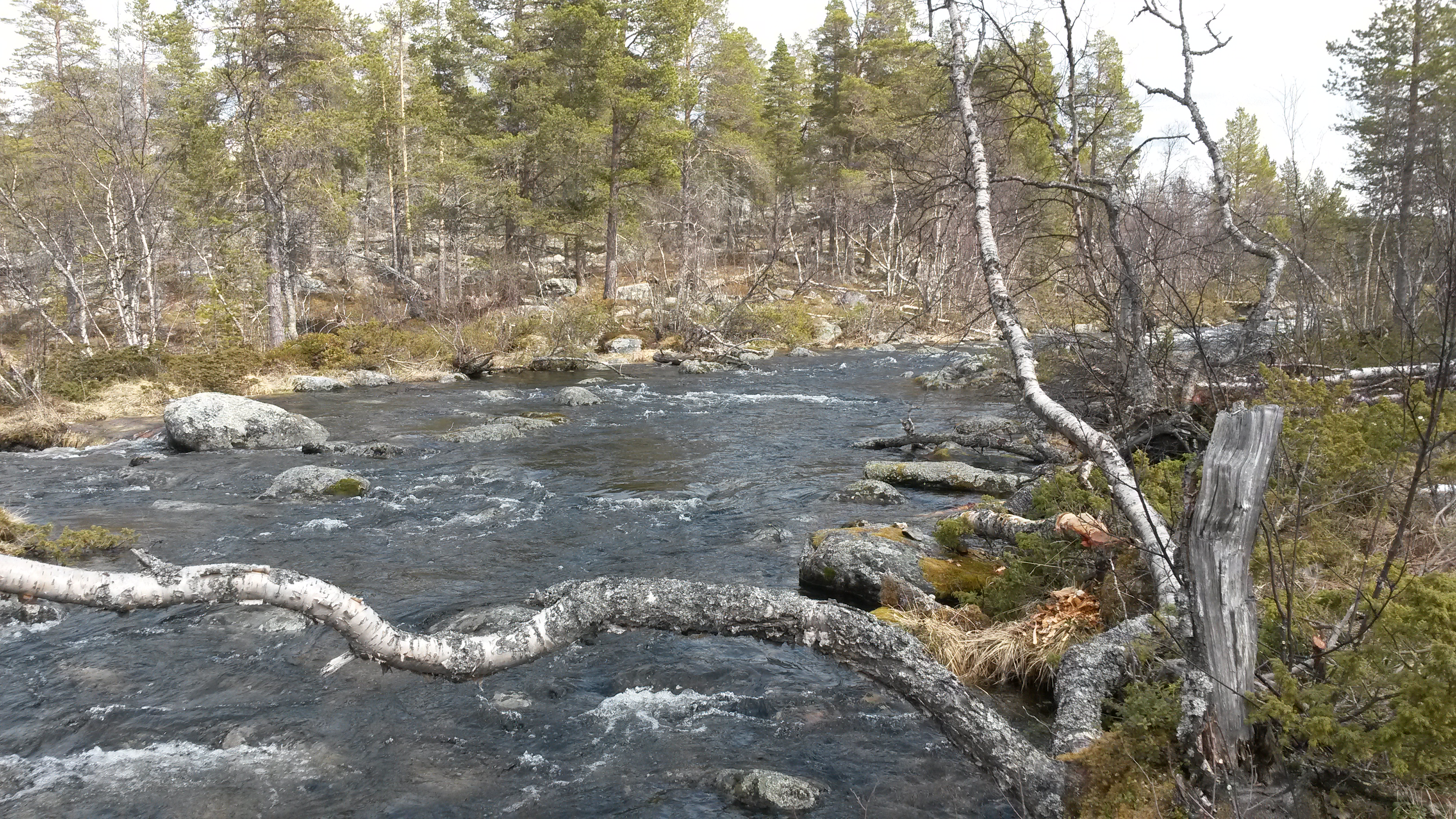
Klarälven/Göta älv nedströms utloppet ur Stor-Tandsjön.

Stor-Tandsjön är en sjö i Härjedalens kommun i Härjedalen och ingår i Göta älvs huvudavrinningsområde. Sjön har en area på 2,6 kvadratkilometer och ligger 762,7 meter över havet. Stor-Tandsjön ligger i Rogens Natura 2000-område. Sjön avvattnas av vattendraget Göta älv (Röa).

## Delavrinningsområde
Stor-Tandsjön ingår i det delavrinningsområde (691586-132964) som SMHI kallar för Utloppet av Stor-Tandsjön. Medelhöjden är 786 meter över havet och ytan är 10,71 kvadratkilometer. Räknas de 3 avrinningsområdena uppströms in blir den ackumulerade arean 33,23 kvadratkilometer. Avrinningsområdets utflöde Göta älv (Röa) mynnar i havet. Avrinningsområdet består mestadels av skog (70 procent). Avrinningsområdet har 2,46 kvadratkilometer vattenytor vilket ger det en sjöprocent på 22,9 procent.